# OGLE-2005-BLG-169Lb
OGLE-2005-BLG-169Lb là một Hành tinh ngoài Hệ mặt trời cách chứng ta khoảng 3300 Năm ánh sáng, 2700 parsecs phía Chòm sao của Sagittarius, trong sao của OGLE-2005-BLG-169L. Hành tinh này được phát hiện bởi OGLE dự án của Gravitational microlensing phương pháp. Dựa trên một khối lượng có khả năng nhất cho ngôi sao chủ gấp 0.49 lần Hệ mặt trời (M☉), Hành tinh này gấp 13 lần Trái đất (M⊕). Khối lượng và nhiệt độ ước tính của nó gần với sao Thiên Vương. Người ta cho rằng hành tinh này có thể là một tảng băng khổng lồ giống như sao Thiên Vương hay là một "siêu sao khỏa thân" với một khối băng hoặc đá cứng rắn